# Wiśnia karłowata
Wiśnia karłowata, wisienka stepowa (Prunus fruticosa Pall.) – gatunek krzewu należący do rodziny różowatych. Występuje w Europie i Azji. W Polsce podlega ochronie.

## Rozmieszczenie geograficzne
Występuje od południowo-zachodniej Syberii do Nadrenii, rozprzestrzeniła się również gdzieniegdzie poza obszarem swojego rodzimego występowania. Przez Polskę przebiega północno-zachodnia granica jej zwartego zasięgu, który obejmuje Wyżynę Zachodniowołyńską, Polesie, Wyżynę Lubelską, południowo-wschodnią część Wyżyny Radomskiej i środkową część Wyżyny Małopolskiej. Poza tymi obszarami zwartego zasięgu występuje jeszcze w rozproszonych stanowiskach w Kotlinie Toruńskiej, Równinie Inowrocławskiej, w rezerwacie Bielinek nad Odrą, Dolsku koło Gostynia, Grodzisku koło Łęczycy i w okolicach Przemyśla.

## Morfologia
PokrójKrzew osiągający wysokość do 1,3 m. Pędy wzniesione, rzadziej zwisające. Są nagie, tylko bardzo młode pędy rzadko pokryte krótkimi i sztywnymi włoskami. Kora o barwie od popielatej do ciemnowiśniowej.
LiścieEliptyczne lub odwrotnie jajowate z klinowatą nasadą i zaokrąglonym końcem. Na górnej stronie połyskujące, na dolnej jaśniejsze i nagie. Na krótkopędach mają długość 1,5–3,9 cm, szerokość 0,6–1,7 cm i ogonki liściowe o długości 0,2–1 cm. Brzegi blaszki drobno karbowanoząbkowane (pojedynczo lub podwójnie). Powyżej części nasadowej blaszki występuje do 5 gruczołków. Liście długopędów są o 1/3 większe.
KwiatyZebrane w 2–5 kwiatowe baldaszki na szczycie pędów. Kwiaty długoszypułkowe, o średnicy do 1,5 cm. Płatki korony białe, o długości 5–7 mm, wycięte lekko na szczycie. Szypułki o długości 0,3–3,8 cm.
OwocJajowatokrągłe lub kulistawe, soczyste, czerwone, kwaśne pestkowce, zazwyczaj zaopatrzone na szczycie w krótki, owłosiony wyrostek. Pestka o kształcie kulistawym lub odwrotnie jajowatym, na szczycie krótko zaostrzona.

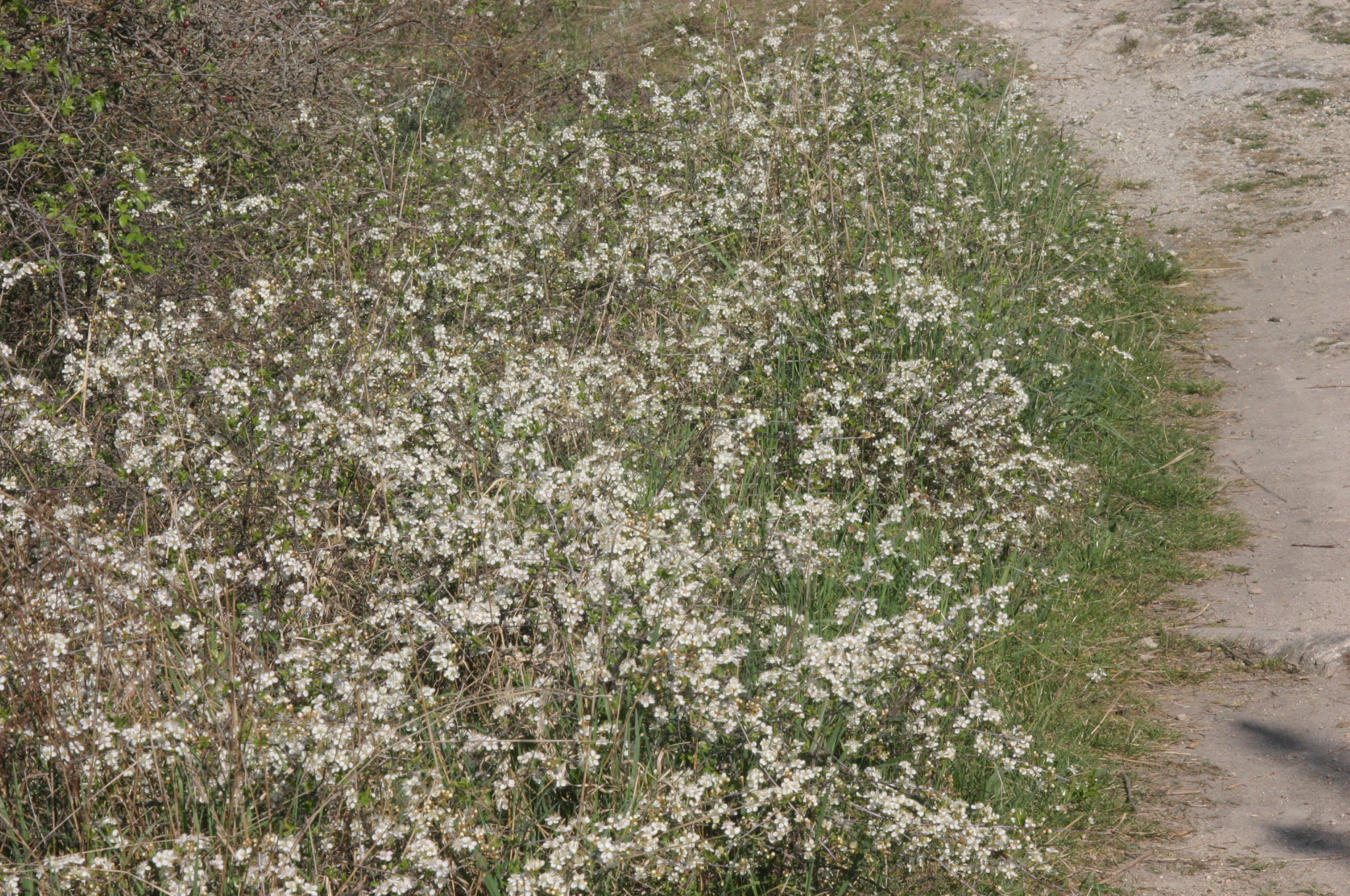
Pokrój
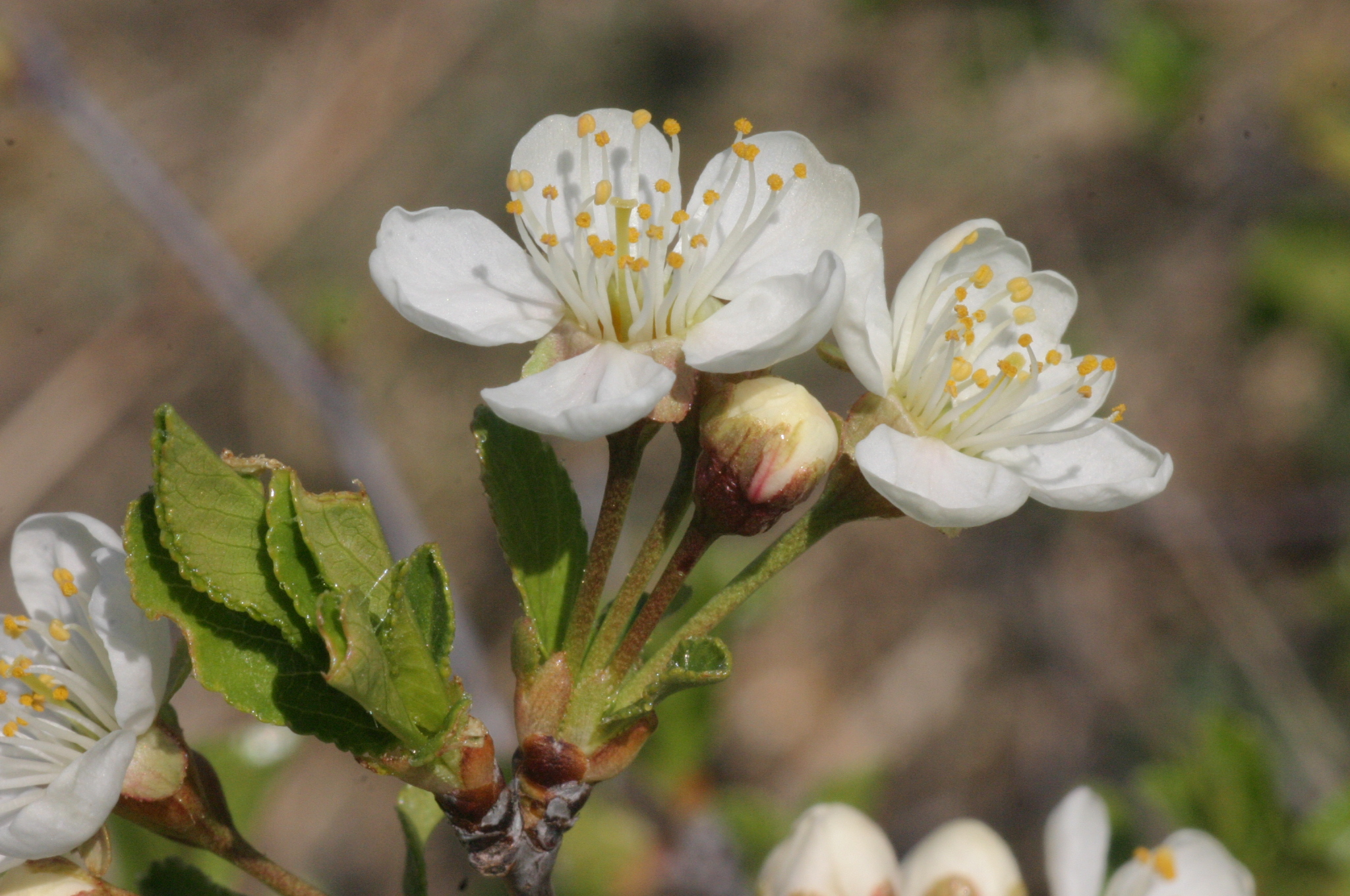
Kwiaty
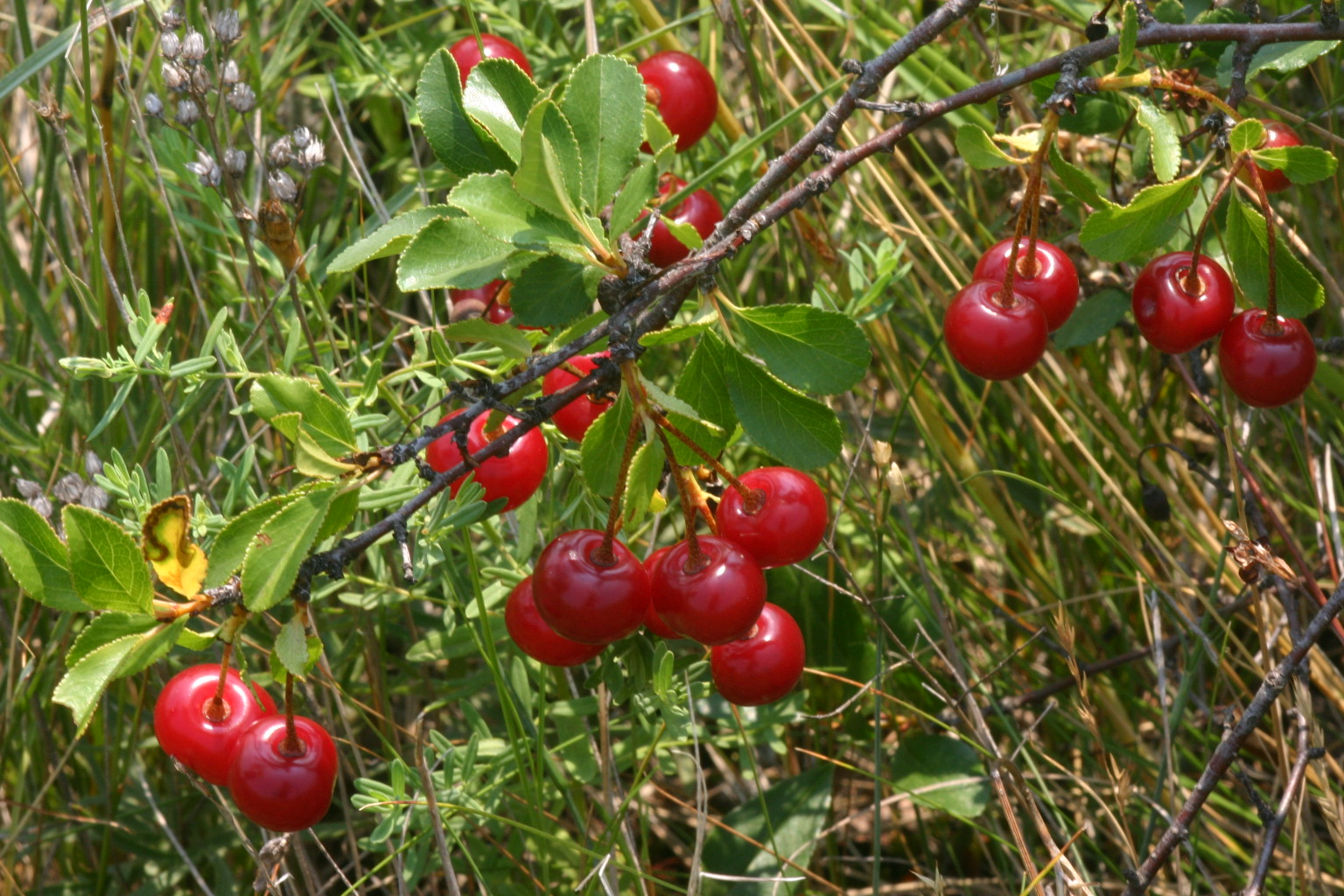
Owoce

## Biologia i ekologia
Nanofanerofit. Kwiaty przedsłupne, zapylane przez motyle i błonkówki. Owoce dojrzewają w lipcu, ale utrzymują się na pędach do sierpnia, czasami nawet do września. Nasiona rozsiewane są głównie przez ptaki. Rozmnaża się także wegetatywnie za pomocą licznych pędów odroślowych. Liczba chromosomów 2n = 32.
Preferowane siedliska to słoneczne wzgórza i zbocza oraz obrzeża lasów. Gatunek pontyjski, ciepłolubny. W klasyfikacji zbiorowisk roślinnych gatunek charakterystyczny dla związku zespołów (All.) Prunion fruticosae.

## Systematyka i zmienność
W literaturze polskiej funkcjonuje łacińska nazwa Cerasus fruticosa (Pall.) Woronow. Według nowszych ujęć taksonomicznych prawidłowa nazwa tego gatunku to Prunus fruticosa  Pall., wynikająca z włączenia dawnego rodzaju wiśnia Cerasus do rodzaju śliwa Prunus w randze sekcji Cerasus w podrodzaju Cerasus.
Tworzy mieszańce z wiśnią ptasią (Prunus avium L.), wiśnią pospolitą (Prunus cerasus L.) i wiśnią wonną (Prunus mahaleb L.).

## Zagrożenia i ochrona
Od 2014 roku roślina jest objęta w Polsce częściową ochroną gatunkową (jako Cerasus fruticosa). W latach 1946–2014 podlegała ochronie ścisłej.
Gatunek został zamieszczony w Polskiej czerwonej księdze roślin jako gatunek narażony (kategoria zagrożenia VU) oraz na Czerwonej liście roślin i grzybów Polski (2006, 2016) również jako narażony (kategoria zagrożenia V (VU)). Za duże zagrożenie dla wiśni karłowatej uważa się łatwość tworzenia mieszańców z wiśnią pospolitą (Cerasus vulgaris), co może doprowadzić do wyginięcia typowego gatunku.